# DDR-Meisterschaften im Schwimmen 1975

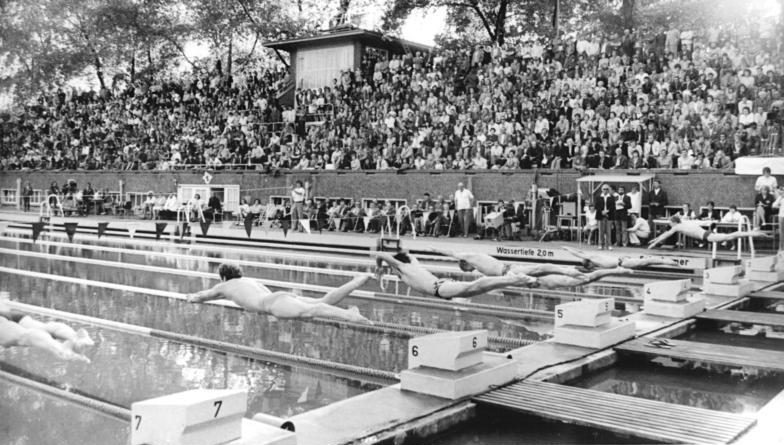
Austragungsort der DDR-Meisterschaften im Schwimmen 1975

Die DDR-Meisterschaften im Schwimmen wurden 1975 zum 26. Mal ausgetragen und fanden vom 6. bis 10. Juni im Schwimmstadion „Volkspark“ von Piesteritz, einem Ortsteil der Lutherstadt Wittenberg statt, bei denen auf 29 Strecken (15 Herren / 14 Damen) die Meister ermittelt wurden. Mit sieben Titeln war der SC DHfK Leipzig die erfolgreichste Mannschaft und stellte mit Roger Pyttel, der genauso wie Rainer Strohbach vom TSC Berlin vier Titel gewann, den erfolgreichsten Sportler dieser Meisterschaft.
Sportliche Höhepunkte der Meisterschaft waren die vier Weltrekorde von Kornelia Ender über 100 Meter Schmetterling, Birgit Treiber über 200 Meter Rücken sowie Ulrike Tauber über 200 Meter und 400 Meter Lagen. Für einen neuen DDR-Rekord sorgte Rainer Strohbach über 400 Meter Freistil. Des Weiteren stellte die Herrenstaffel vom TSC Berlin über 4 × 100 Meter Freistil sowie die Damenstaffeln vom SC Dynamo Berlin über 4 × 100 Meter Freistil und vom SC DHfK Leipzig über 4 × 100 Meter Lagen neue DDR-Rekorde für Klubstaffeln auf.

## Herren
| Wettbewerb          | Gold                                                                                 | Gold         | Silber                                                                   | Silber       | Bronze                                                                   | Bronze       |
| 100 m Freistil      | Roger Pyttel SC DHfK Leipzig                                                         | 53,04 s      | Lutz Wanja ASK Vorwärts Potsdam                                          | 53,85 s      | Ulrich Bär SC Karl-Marx-Stadt                                            | 54,12 s      |
| 200 m Freistil      | Roger Pyttel SC DHfK Leipzig                                                         | 1:56,43 min  | Wilfried Hartung TSC Berlin                                              | 1:57,64 min  | Rainer Strohbach TSC Berlin                                              | 1:57,81 min  |
| 400 m Freistil      | Rainer Strohbach TSC Berlin                                                          | 4:04,69 min  | Frank Pfütze SC Dynamo Berlin                                            | 4:06,96 min  | Andreas Meier SC Empor Rostock                                           | 4:08,86 min  |
| 1500 m Freistil0    | Rainer Strohbach TSC Berlin                                                          | 16:14,03 min | Frank Pfütze SC Dynamo Berlin                                            | 16:26,63 min | Wolf SC Dynamo Berlin                                                    | 16:40,60 min |
| 100 m Brust         | Gregor Arnicke ASK Vorwärts Potsdam                                                  | 1:09,20 min  | Jürgen Glas SC Dynamo Berlin                                             | 1:09,27 min  | Knut Krüger SC Magdeburg                                                 | 1:10,49 min  |
| 200 m Brust         | Jürgen Glas SC Dynamo Berlin                                                         | 2:28,78 min  | Gregor Arnicke ASK Vorwärts Potsdam                                      | 2:29,30 min  | Andre Klahn SC DHfK Leipzig                                              | 2:32,75 min  |
| 100 m Schmetterling | Roger Pyttel SC DHfK Leipzig                                                         | 56,17 s      | Hartmut Flöckner TSC Berlin                                              | 57,58 s      | Gerd Glogowsky SC DHfK Leipzig                                           | 59,34 s      |
| 200 m Schmetterling | Roger Pyttel SC DHfK Leipzig                                                         | 2:02,39 min  | Hartmut Flöckner TSC Berlin                                              | 2:06,76 min  | Gerd Glogowsky SC DHfK Leipzig                                           | 2:08,73 min  |
| 100 m Rücken        | Roland Matthes SC Turbine Erfurt                                                     | 57,80 s      | Lutz Wanja ASK Vorwärts Potsdam                                          | 58,93 s      | Karsten Lange TSC Berlin                                                 | 59,75 s      |
| 200 m Rücken        | Roland Matthes SC Turbine Erfurt                                                     | 2:05,85 min  | Lutz Wanja ASK Vorwärts Potsdam                                          | 2:07,88 min  | Michael Tauber SC Dynamo Berlin                                          | 2:07,99 min  |
| 200 m Lagen         | Lutz Wanja ASK Vorwärts Potsdam                                                      | 2:12,15 min  | Andreas Meier SC Empor Rostock                                           | 2:13,36 min  | Steffen Böhmert SC Einheit Dresden                                       | 2:13,48 min  |
| 400 m Lagen         | Steffen Böhmert SC Einheit Dresden                                                   | 4:41,63 min  | Uwe Zillgith SC Dynamo Berlin                                            | 4:43,71 min  | Gerd Glogowsky SC DHfK Leipzig                                           | 4:45,05 min  |
| 4 × 100 m Freistil  | TSC Berlin Hartmut Flöckner Wilfried Hartung Michael Krause Rainer Strohbach         | 3:36,10 min  | SC Dynamo Berlin Frank Pfütze Försterling Thomas Luckau Michael Tauber   | 3:42,25 min  | SC DHfK Leipzig Gerd Glogowsky Roger Pyttel Ralf Zimmermann Lutz Löscher | 3:42,61 min  |
| 4 × 200 m Freistil  | TSC Berlin Wolfgang Wachenschwanz Wilfried Hartung Hartmut Flöckner Rainer Strohbach | 7:57,15 min  | SC DHfK Leipzig Roger Pyttel Gerd Glogowsky Ralf Zimmermann Lutz Löscher | 8:06,71 min  | SC Empor Rostock Berger Mau Asse Andreas Meier                           | 8:09,42 min  |
| 4 × 100 m Lagen     | TSC Berlin Karsten Lange Hoffmann Hartmut Flöckner Wilfried Hartung                  | 4:02,49 min  | ASK Vorwärts Potsdam Lutz Wanja Gregor Arnicke Kott René Plaeschke       | 4:02,62 min  | SC Turbine Erfurt Roland Matthes Jörg Walter Schumelda Stern             | 4:05,05 min  |

## Damen
| Wettbewerb          | Gold                                                                         | Gold        | Silber                                                                           | Silber      | Bronze                                                                | Bronze      |
| 100 m Freistil      | Kornelia Ender SC Chemie Halle                                               | 56,65 s     | Barbara Krause SC Dynamo Berlin                                                  | 57,86 s     | Marina Jank SC DHfK Leipzig                                           | 58,13 s     |
| 200 m Freistil      | Kornelia Ender SC Chemie Halle                                               | 2:02,36 min | Barbara Krause SC Dynamo Berlin                                                  | 2:04,21 min | Monika Seltmann SC Dynamo Berlin                                      | 2:06,29 min |
| 400 m Freistil      | Ute Brückner SC DHfK Leipzig                                                 | 4:20,86 min | Barbara Krause SC Dynamo Berlin                                                  | 4:21,81 min | Sabine Kahle SC Turbine Erfurt                                        | 4:21,95 min |
| 800 m Freistil      | Cornelia Dörr SC DHfK Leipzig                                                | 8:56,59 min | Sabine Kahle SC Turbine Erfurt                                                   | 9:03,24 min | Monika Seltmann SC Dynamo Berlin                                      | 9:06,23 min |
| 100 m Brust         | Hannelore Anke SC Karl-Marx-Stadt                                            | 1:12,93 min | Anne-Katrin Schott SC DHfK Leipzig                                               | 1:14,93 min | Karla Linke SC Einheit Dresden                                        | 1:14,94 min |
| 200 m Brust         | Hannelore Anke SC Karl-Marx-Stadt                                            | 2:38,02 min | Karla Linke SC Einheit Dresden                                                   | 2:38,27 min | Anne-Katrin Schott SC DHfK Leipzig                                    | 2:39,32 min |
| 100 m Schmetterling | Kornelia Ender SC Chemie Halle                                               | 1:01,33 min | Rosemarie Kother SC Dynamo Berlin                                                | 1:01,82 min | Ute Brückner SC DHfK Leipzig                                          | 1:02,56 min |
| 200 m Schmetterling | Rosemarie Kother SC Dynamo Berlin                                            | 2:14,83 min | Gabriele Wuschek SC Karl-Marx-Stadt                                              | 2:15,52 min | Anne-Kathrin Leucht SC DHfK Leipzig                                   | 2:17,72 min |
| 100 m Rücken        | Ulrike Richter SC Einheit Dresden                                            | 1:03,52 min | Kornelia Ender SC Chemie Halle                                                   | 1:03,99 min | Birgit Treiber SC Einheit Dresden                                     | 1:04,00 min |
| 200 m Rücken        | Birgit Treiber SC Einheit Dresden                                            | 2:16,10 min | Ulrike Richter SC Einheit Dresden                                                | 2:17,54 min | Ulrike Tauber SC Karl-Marx-Stadt                                      | 2:18,37 min |
| 200 m Lagen         | Ulrike Tauber SC Karl-Marx-Stadt                                             | 2:18,83 min | Kornelia Ender SC Chemie Halle                                                   | 2:21,39 min | Angela Franke SC Magdeburg                                            | 2:21,97 min |
| 400 m Lagen         | Ulrike Tauber SC Karl-Marx-Stadt                                             | 4:52,20 min | Karla Linke SC Einheit Dresden                                                   | 4:55,77 min | Sabine Kahle SC Turbine Erfurt                                        | 4:58,05 min |
| 4 × 100 m Freistil  | SC Dynamo Berlin Barbara Krause Andrea Eife Rosemarie Kother Monika Seltmann | 3:55,54 min | SC DHfK Leipzig Ute Brückner Marina Jank Cornelia Dörr Jutta Engelmann           | 3:58,10 min | TSC Berlin Claudia Hempel Prange Hildebrandt Zeuschner                | 3:58,75 min |
| 4 × 100 m Lagen     | SC DHfK Leipzig Jutta Engelmann Anne-Katrin Schott Ute Brückner Marina Jank  | 4:22,31 min | SC Dynamo Berlin Monika Seltmann Carola Nitschke Rosemarie Kother Barbara Krause | 4:23,67 min | SC Einheit Dresden Ulrike Richter Karla Linke Maukisch Birgit Treiber | 4:23,86 min |

## Medaillenspiegel

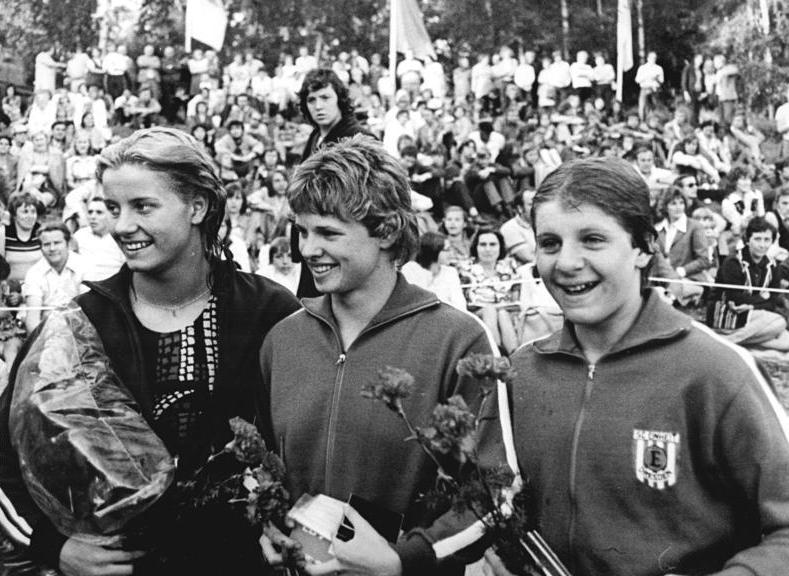
Die drei Erstplatzierten über 100 m Rücken der Damen (v. l. Ender, Richter und Treiber)

| Platz | Verein                        | Verein               | Gold | Silber | Bronze | Total |
| ----- | ----------------------------- | -------------------- | ---- | ------ | ------ | ----- |
| 01    |                               | SC DHfK Leipzig      | 7    | 3      | 9      | 19    |
| 02    | Logo vom TSC Berlin           | TSC Berlin           | 5    | 3      | 3      | 11    |
| 03    | Logo vom SC Karl-Marx-Stadt   | SC Karl-Marx-Stadt   | 4    | 1      | 2      | 07    |
| 04    | Logo vom SC Dynamo Berlin     | SC Dynamo Berlin     | 3    | 100    | 4      | 17    |
| 05    | Logo vom SC Einheit Dresden   | SC Einheit Dresden   | 3    | 3      | 4      | 10    |
| 06    | Logo vom SC Chemie Halle      | SC Chemie Halle      | 3    | 2      | –      | 05    |
| 07    | Logo vom ASK Vorwärts Potsdam | ASK Vorwärts Potsdam | 2    | 5      | –      | 07    |
| 08    | Logo vom SC Turbine Erfurt    | SC Turbine Erfurt    | 2    | 1      | 3      | 06    |
| 09    | Logo vom SC Empor Rostock     | SC Empor Rostock     | –    | 1      | 2      | 03    |
| 10    | Logo vom SC Magdeburg         | SC Magdeburg         | –    | –      | 2      | 02    |
|       | Total                         | Total                | 29   | 29     | 29     | 87    |